# Chalk Farm (Metropolitano de Londres)
Chalk Farm é uma estação do Metrô de Londres perto de Camden Town, no borough londrino de Camden. Fica no ramal Edgware da linha Northern entre as estações Belsize Park e Camden Town. Para fins de ingressos, Chalk Farm fica na Zona 2 do Travelcard.

## História
A estação foi inaugurada em 22 de junho de 1907 pela Charing Cross, Euston & Hampstead Railway (CCE&HR). Os trens operavam originalmente entre Golders Green e Charing Cross, com extensões para Edgware e Kennington em 1923-1924 e 1926, respectivamente. Todos os trens passavam pelo ramal de Charing Cross.
Com a subsequente extensão da City and South London Railway (C&SLR) até Camden Town em 1924, a CCE&HR e a C&SLR se uniram, permitindo a circulação no ramal de Bank e o serviço até Clapham Common, estendendo-se até Morden em 1926.

## Layout da estação
A estação Chalk Farm fica no cruzamento da Chalk Farm Road, Haverstock Hill (a extensão norte da Camden High Street) e Adelaide Road, no centro do bairro de mesmo nome.

### Arquitetura
O edifício estreito e em forma de cunha da estação Chalk Farm lhe dá a fachada mais longa de todas as estações projetadas pelo arquiteto Leslie Green para as três linhas de metrô e inauguradas em 1906 e 1907. Também tem os poços de elevador mais rasos de qualquer estação de metrô (21 pés). A estação é um edifício classificado como Grau II.

## Conexões
As rotas de ônibus de Londres 1, 31, 393 servem a estação.

## Na cultura popular
A banda londrina de ska/pop Madness posou do lado de fora da estação Chalk Farm para as capas de seu álbum de sucesso no. 2 no Reino Unido, Absolutely e do single no. 3 no Reino Unido, Baggy Trousers.